# Casación penal
La casación penal surge como herramienta que deben tener los jueces para poder enmendar ciertos fallos de otros jueces. Para José Fabio Chinchilla, "es el órgano jurisdiccional, ubicado en la cima del poder judicial, encargado de anular los procedimientos en los cuales las formas hubieren sido violadas y los fallos que contuvieren contravención expresa del texto de la ley esto es, con competencia solo para anular sentencias no así para juzgar".
La casación penal sirve como mecanismo, de forma que se puedan corregir ciertos errores en los que los operadores de justicia hayan incurrido.

## Historia y evolución de la casación penal
El origen del recurso de casación lo encuentran algunos tratadista en el Derecho Romano, aunque otros lo niegan. El tratadista Piero Calamandrei, al hablar sobre la casación en su obra "La Casación Civil", dice que "es nula, es decir, inexistente, la sentencia en la cual el juez haya desconocido la existencia en abstracto de una norma jurídica inexistente y haya rehusado con ello reconocer como ley el derecho constituido". En este segundo caso, las fuentes romanas ven un vicio más alarmante que la simple injusticia; porque no está en el juego aquí solamente, como en el caso de sentencia injusta por error de hecho, el interés particular del vencido, si que lo está también la observancia de la ley en su alcance general y abstracto; de tal modo que la simple injusticia que la sentencia lleva consigo, en este caso, es un peligro de carácter constitucional y político, con alcance que excede la controversia singular proveniente de la rebelión del juez contra la ley, cuyo intérprete estaba llamado a ser".
Tema de la argumentación jurídica: "finalmente, el jurista (el juez, el abogado, el teórico, etc.) puede estar en una situación en la que debe argumentar para fundamentar una decisión, para presentar un recurso que persuada al juez o a algún órgano administrativo para que decida en tal sentido, para persuadir al abogado de la otra parte de que lo mejor para ambos es encontrar una solución negociada, para mostrar la necesidad de un cambio jurisprudencial en tal sentido, la injusticia de determinada medida legislativa, la corrección o incorrección de tal teoría, etc."

Recurso de casación penal en España. Recientes modificaciones en 2015 y 2023.
Rafael García Zurita Fernández-Marcos.
El recurso de casación penal se erige como un instrumento procesal de carácter extraordinario y devolutivo, cuya interposición se encuentra constreñida a motivos tasados. Su regulación fundamental reside en los artículos 847 a 906 de la Ley de Enjuiciamiento Criminal (LECrim). Este marco normativo ha experimentado transformaciones significativas en la última década, destacando la Ley 41/2015, que generalizó la segunda instancia, y el más reciente Real Decreto Ley 5/2023, que ha introducido nuevos filtros de admisibilidad. El presente análisis busca desgranar su naturaleza, las resoluciones recurribles, los motivos admitidos y los interrogantes prácticos surgidos de estas reformas.
El Real Decreto-ley 5/2023, de 28 de junio, ha introducido modificaciones puntuales pero significativas en el régimen del recurso de casación penal en España. Esta reforma afecta a los artículos 855, 858, 882 y 889 de la Ley de Enjuiciamiento Criminal (LECrim), incidiendo fundamentalmente en tres áreas: el contenido del escrito de preparación del recurso, su tramitación ante la Sala de lo Penal del Tribunal Supremo, y el régimen de admisión e inadmisión. El presente análisis desgrana estas novedades y su impacto práctico.
¿Cuál es la naturaleza y función primordial del recurso de casación penal?
El recurso de casación penal no debe entenderse como una «tercera instancia» o una «apelación bis». Dada su naturaleza extraordinaria y el acceso limitado a través de motivos tasados, su función primordial es nomofiláctica, es decir, asegurar la correcta interpretación y aplicación unificada de las normas penales sustantivas. Las reformas legislativas, especialmente la de 2023, buscan reforzar este carácter, orientando el recurso hacia el control de la correcta aplicación de la ley y reduciendo la carga de trabajo del Tribunal Supremo.
¿Qué resoluciones son susceptibles de recurso de casación penal?
Los artículos 847 y 848 de la LECrim establecen las resoluciones recurribles. De forma general, se pueden agrupar en:
Sentencias dictadas por las Audiencias Provinciales (o la Sala Penal de la Audiencia Nacional), ya sea en única instancia o, tras la Ley 41/2015, en apelación.
Sentencias dictadas por los Tribunales Superiores de Justicia (o la Sala de Apelación de la Audiencia Nacional), bien en única instancia (casos de aforados) o en apelación (resolviendo recursos contra sentencias de Tribunales del Jurado o, post-2015, contra sentencias de las Audiencias Provinciales).
Autos que la ley autorice expresamente, como los autos definitivos de sobreseimiento libre dictados en primera instancia y apelación por las Audiencias Provinciales bajo ciertas condiciones.

¿Son recurribles en casación las sentencias de apelación por delitos leves dictadas por Audiencias Provinciales?
No. A pesar de la literalidad del artículo 847.b) LECrim, el Acuerdo del Pleno de la Sala Penal del Tribunal Supremo de 9 de junio de 2016 estableció que el recurso de casación no se extiende a las sentencias de apelación dictadas en el procedimiento por delitos leves. Esta interpretación se fundamenta en el artículo 977 LECrim, que taxativamente indica que contra la sentencia de segunda instancia respecto de delitos leves no procede recurso alguno.
¿En qué condiciones es recurrible un Auto de sobreseimiento libre?
La recurribilidad en casación de los Autos de sobreseimiento libre, especialmente en el Procedimiento Abreviado, fue clarificada por el Acuerdo del Pleno de la Sala Penal del Tribunal Supremo de 9 de febrero de 2005. Son recurribles si concurren tres condiciones:
Que se trate de un auto de sobreseimiento libre (generalmente por «no ser el hecho constitutivo de delito», art. 637.2º LECrim).
Que haya recaído una imputación judicial equivalente a procesamiento (en el Abreviado, el Auto de transformación).
Que la sentencia del procedimiento principal sea recurrible en casación. Se plantea la duda sobre si un auto formalmente de sobreseimiento provisional, pero materialmente libre, sería recurrible, sugiriéndose una interpretación favorable al recurso (pro actione). 
¿Qué motivos pueden fundamentar un recurso de casación penal?
Los motivos casacionales se regulan en los artículos 849 a 852 LECrim y se agrupan en tres grandes vías:
Infracción de Ley (art. 849): Por error en la aplicación del derecho sustantivo (error iuris, art. 849.1) o por error en la valoración de la prueba basado en documentos literosuficientes no contradichos (error facti, art. 849.2).
Quebrantamiento de Forma (arts. 850 y 851): Por vicios procesales que impliquen la inexistencia de un «juicio justo» o indefensión, cometidos durante el juicio (in procedendo) o en la propia sentencia (in iudicando).
Vulneración de Precepto Constitucional (art. 852): Principalmente por afectación a derechos fundamentales, como la presunción de inocencia o la tutela judicial efectiva (art. 24 CE). 
¿Se pueden alegar todos los motivos contra cualquier resolución recurrible en casación?
No. El tipo de resolución impugnada determina los motivos admisibles.
Las Sentencias dictadas en única instancia o en apelación por los Tribunales Superiores de Justicia (o la Sala de Apelaciones de la Audiencia Nacional) son recurribles por todos los motivos (infracción de ley, quebrantamiento de forma y vulneración constitucional).
Las Sentencias dictadas en apelación por las Audiencias Provinciales (o Sala Penal de la Audiencia Provincial) y los Autos dictados por éstas que sean recurribles en casación, únicamente son susceptibles de recurso por el motivo de infracción de ley del artículo 849.1 LECrim. Es importante notar que sentencias de Audiencias Provinciales en única instancia previas a la Ley 41/2015 sí admitían todos los motivos. 
¿Es posible recurrir por vulneración constitucional (art. 852 LECrim) sentencias de apelación de Audiencias Provinciales?
A pesar de que el artículo 852 LECrim indica «En todo caso…», el Acuerdo del Pleno no jurisdiccional de la Sala Penal del Tribunal Supremo de 9 de junio de 2016 clarificó que las sentencias dictadas en apelación por las Audiencias Provinciales solo pueden ser recurridas por infracción de ley del artículo 849.1 LECrim. La jurisprudencia posterior ha sido unánime en este sentido.
¿Se puede interponer simultáneamente recurso de casación por infracción de ley y recurso de amparo por vulneración constitucional contra estas sentencias?
No. Si una sentencia de apelación de una Audiencia Provincial no es recurrible en casación por vulneración de precepto constitucional, no se considera agotada la vía judicial a efectos del recurso de amparo hasta que no se resuelva el recurso de casación por infracción de ley. El Tribunal Constitucional ha inadmitido recursos de amparo en estos casos «por no haber concluido el proceso abierto en la vía judicial».
¿Cómo afecta la reforma a la tramitación del recurso ante la Sala de lo Penal del Tribunal Supremo?
La modificación del artículo 882 de la LECrim elimina un trámite específico. Anteriormente, tras la impugnación u oposición al recurso por el Ministerio Fiscal y las demás partes, se concedía al recurrente un plazo de tres días para exponer lo que estimase pertinente (una especie de trámite de dúplica). La reforma suprime este último traslado para todo tipo de recursos de casación. La propia Sala de lo Penal ya había limitado la aplicación de este trámite en ciertos supuestos, considerándolo en la práctica casi inane. 
¿Qué novedades introduce el RDL 5/2023 en el anuncio o preparación del recurso de casación?
El Real Decreto Ley 5/2023 modificó el artículo 855 LECrim, que regula la preparación del recurso. Para las sentencias dictadas en apelación por Audiencias Provinciales o la Sala de lo Penal de la Audiencia Nacional (solo recurribles por art. 849.1 LECrim), ahora se exige que el escrito de preparación consigne «la concurrencia de los requisitos exigidos, identificando el precepto o preceptos sustantivos y que se consideran infringidos y explicando de modo sucinto las razones que funden tal infracción». Es decir, un breve extracto del motivo. La omisión puede llevar a la denegación de la preparación por el tribunal a quo.
¿Cómo debe ser el «breve extracto del motivo» y qué control ejerce el tribunal a quo?
El extracto debe ser «sucinto» y su finalidad es identificar claramente la recurribilidad de la sentencia, adecuando el motivo a la infracción de ley. No deben incluirse alusiones a error de hecho o presunción de inocencia. El tribunal a quo (Audiencia Provincial o Nacional) tiene facultades de control formal ampliadas. Puede denegar la preparación si no se incluye la explicación sucinta, si se alega un motivo distinto al error de Derecho del art. 849.1 LECrim, o si no se cita el precepto penal infringido. Sin embargo, no puede entrar a valorar el fondo o acierto de la argumentación, solo su adecuación formal a la vía casacional permitida.
¿Cuáles son las consecuencias de no cumplir con los nuevos requisitos del escrito de preparación?
El incumplimiento de estas nuevas exigencias no es trivial. El reformado artículo 858 de la LECrim establece que, en estos casos específicos, el tribunal a quo (Audiencia Provincial o Sala de lo Penal de la Audiencia Nacional) denegará, por auto motivado, la preparación del recurso cuando:
Se aleguen motivos distintos al previsto en el artículo 849.1 LECrim.
No se identifique un precepto sustantivo supuestamente infringido.
No se consigne el breve extracto exigido o su contenido se aparte del ámbito del artículo 849.1 LECrim. Contra este auto denegatorio cabe recurso de queja. Se introduce así un filtro previo más riguroso en el órgano que dictó la resolución recurrida.
¿Qué son el «interés casacional» y la «relevancia casacional» como filtros de admisión?
El artículo 889 LECrim contempla la inadmisión del recurso por falta de «interés casacional» (para resoluciones del art. 847.b LECrim, es decir, apelaciones de Audiencias Provinciales) o de «relevancia casacional» (para resoluciones del art. 847.a LECrim, apelaciones de TSJ).
El interés casacional (definido por Acuerdo del Pleno del TS de 9.06.2016) existe si la sentencia recurrida se opone a la doctrina del TS, resuelve cuestiones con jurisprudencia contradictoria de Audiencias, o aplica normas nuevas (<5 años) sin doctrina consolidada.
La relevancia casacional (positivizada por RDL 5/2023 pero aplicada antes jurisprudencialmente) implica que el recurso no sea una mera reiteración de la apelación («apelación bis») ni plantee cuestiones ex novo. Debe exponer razones para apartarse de las conclusiones de las instancias previas, demostrando la trascendencia de la cuestión para la correcta aplicación de la ley o la unificación de doctrina. Este filtro se aplica a recursos contra sentencias de TSJ con penas inferiores a cinco años de prisión o penas no privativas de libertad.
¿Qué se entiende por «relevancia casacional» y cuál es su origen?
Aunque el concepto de «relevancia casacional» es una novedad en el texto legal introducida por el RDL 5/2023, no lo es en la jurisprudencia. La Sentencia del Tribunal Supremo 476/2017, de 26 de junio, fue pionera en perfilar este concepto tras la reforma de 2015, que generalizó la segunda instancia. La «relevancia casacional» implica que, habiendo existido ya dos instancias previas, el recurso de casación no puede ser una simple reiteración del contenido de la apelación («apelación bis») ni plantear cuestiones no debatidas. El recurrente debe justificar por qué es necesario un pronunciamiento del Tribunal Supremo que se aparte de las conclusiones ya obtenidas, especialmente si la respuesta del órgano de apelación ha sido lógica, motivada y razonable. 
¿Cómo ha desarrollado la jurisprudencia el concepto de «relevancia casacional»?
Diversas sentencias del Tribunal Supremo (como las SSTS 20/2019, 655/2020, 20/2021, y 444/2023) han consolidado la idea de que la casación, tras una apelación, debe entablar un debate directo con la sentencia de apelación, rebatiendo sus argumentos. Si el recurso es un «clon» de la apelación y el Tribunal Superior de Justicia ha dado una respuesta cumplida, carece de «relevancia casacional». La función del Tribunal Supremo se centra en verificar la racionalidad de la respuesta del tribunal de apelación y el respeto a la doctrina aplicable, más que en una nueva revisión completa del caso. 
¿Desde cuándo está vigente esta reforma y cómo afecta a los recursos ya presentados?
La Ley 41/2015, se aplica a casos iniciados con posterioridad al 6 de diciembre de 2015. Conforme a la Disposición final novena del Real Decreto-ley 5/2023, la reforma entró en vigor al mes de su publicación en el BOE (publicado el 29 de junio de 2023, por lo que la entrada en vigor fue el 29 de julio de 2023). Sin embargo, la Disposición transitoria décima establece que los recursos de casación penal que se hubieren presentado antes de la entrada en vigor del RDL 5/2023 se continuarán sustanciando conforme a la legislación procesal anterior.